# Songbun

Hiérarchie du Songbun

Songbun, en coréen 출신성분, est un système nord-coréen qui classe les citoyens en fonction de leur loyauté supposée envers le régime. C'est un système qui classe les citoyens en fonction de deux types de critères, les origines sociales de leur famille et leur attitude par rapport au pouvoir absolu du Parti unique. Plus un citoyen a des « origines saines » et est jugé « fiable » par le Parti, plus il est « méritant ».
Ce système aurait été introduit dans les années 1950 et aurait été inspiré par le confucianisme, qui a fortement influencé la société coréenne tout au long de son histoire. Dans la première moitié du XXe siècle, la Corée est un pays sous domination coloniale japonaise, héritière d'une société féodale confucianiste (qui accorde une importance extrême aux hiérarchies). La Corée du Nord nie l'existence du Songbun et assure que tous ses citoyens jouissent de l'égalité des chances.
Aujourd'hui, en Corée du Nord, c'est la « Division 39 » qui applique ces discriminations. Ce système de crédit social a évolué au cours du temps, mais son importance a décru à la suite de la famine des années 1990, et cette classification s’est effritée dans les années 2000 avec l’extension de l’économie parallèle où l’important était de faire de l’argent.

## Descriptif
Ce système qui assure la surveillance des individus et dose les prestations des services de l'État en fonction de leurs « mérites » ou « démérites » aux yeux du pouvoir, divise la population en cinq groupes :  
- « Spécial » (équivalent nord-coréen de la nomenklatura ou des princes rouges, autorisé à résider dans la capitale et bénéficiant d'un niveau de vie équivalent aux classes moyennes supérieures occidentales) ;
- « Normal » ou « noyau » (bénéficiant d'un niveau de vie équivalent aux classes moyennes occidentales) ;
- « De base » (la majorité de la population nord-coréenne, vivant modestement) ;
- « Complexe » (citoyens jugés « douteux » ou « non fiables », régulièrement mis en question ou accusation, arrêtés, enquêtés, puis relâchés, vivant dans une précarité permanente, sous la menace permanente d'une incarcération) ;
- « Hostile » (la place des citoyens décrétés « hostiles » est en camp de travaux forcés et celle de leurs familles en relégation).

Ce système attribue ou enlève des « points de mérite » : les citoyens sont susceptibles de monter et descendre dans la hiérarchie.
De nombreux facteurs peuvent influencer le pointage. Ceux ayant combattu l'occupation japonaise et/ou combattu lors de la guerre de Corée reçoivent un rang « spécial » ou « normal ». Les « citoyens-vedettes » ayant été visités par un leader ou fait un « geste héroïque pour la patrie » (par exemple, avoir dénoncé un collègue ou un membre de leur famille comme « mauvais citoyen », « saboteur » ou « espion ») reçoivent aussi un rang « spécial » ou « normal ». À l'inverse, les citoyens ayant lutté contre le régime, tenté de le fuir vers l'étranger, dénoncé les atteintes aux droits humains, désobéi à un ordre, parlé sans autorisation à des étrangers…, reçoivent un statut « complexe » ou « hostile ». D'autres facteurs plus quotidiens affectent ce pointage comme l'assiduité ou au contraire l'absence aux diverses activités obligatoires, au travail, aux réunions organisées par les cellules locales du Parti. Le pointage d'un citoyen a des conséquences sur les membres de sa famille et sa descendance.
Le statut des citoyens au sein du Songbun n'est connu que de la catégorie supérieure (les « Spéciaux ») et de la police politique.[réf. souhaitée] Les autres citoyens peuvent demander aux instances appropriées leur pointage, qui peut leur être communiqué après un certain temps.
Les informations sur le Songbun proviennent en grande partie de témoignages de Nord-Coréens en exil. Dans leur pays, les citoyens nord-coréens doivent manifester, face à tout interlocuteur étranger, un enthousiasme total envers le régime, et ensuite rendre compte à la police politique du contenu de la conversation. S'ils manquent à ces obligations, ils peuvent recevoir des « points de démérite » et dégringoler dans la hiérarchie. C'est pourquoi 
il est très difficile de connaître l'opinion réelle d'un citoyen nord-coréen, ce qui ne signifie pas qu'ils soient tous aliénés, fanatisés et incapables d'esprit critique.
Comme la « nomenclature sociale » des autres pays communistes, le Songbun classe les citoyens et détermine les ressources, services et privilèges auxquels ils auront droit ou dont ils seront privés. Ce système de classement englobe tous les aspects de la vie d'une personne. Il ne se base pas sur les notes scolaires ou universitaires ni sur les compétences professionnelles comme les principaux systèmes occidentaux de classification, mais sur la loyauté au Parti unique et le rôle politique du citoyen. Ce faisant, les citoyens classés aux plus hauts rangs pourront habiter à Pyongyang, avoir accès aux meilleures écoles, universités et hôpitaux, aux meilleurs logements, à des rations alimentaires plus grandes et à des activités culturelles élargies (vacances, excursions…). En revanche, les citoyens classés aux plus bas seront obligés de vivre loin des grands centres, notamment dans le Hamgyong du Nord connu pour la rudesse de son climat, obtiendront les pires logements (souvent sans chauffage, ascenseurs, eau courante…), et n'auront accès ni aux études supérieures, ni à des soins médicaux de qualité. Les villes les plus éloignées géographiquement de la capitale sont aussi les plus délaissées et les plus pauvres, avec une voirie boueuse, des transports en commun vétustes, des coupures d'électricité, des difficultés d'approvisionnement.

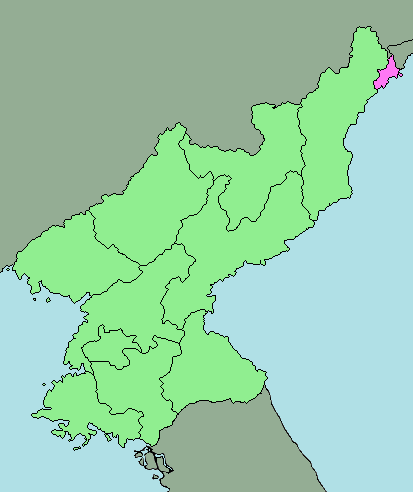
Rason, zone économique spéciale à la frontière russe, où l'économie de marché nord-coréenne a démarré

## Le Songbun en 2020
Comme dans les autres pays communistes, la nomenclature Songbun est contournable notamment grâce à la corruption et à l'économie parallèle, les citoyens des catégories supérieures pouvant, par le partage clandestin d'une fraction de leurs avantages, se constituer une clientèle d'obligés : les donju. Les personnes responsables de la surveillance et de la comptabilisation du pointage du Songbun acceptent des « contributions » en échange d'une autorisation, d'un laissez-passer ou du renoncement à pointer un motif de « démérite ». Depuis la libéralisation de l'économie et sa monétisation, ce système de corruption est en passe de devenir légal et officiel, pour le plus grand bénéfice des catégories supérieures, et le plus grand soulagement des autres : pour le moment, le premier effet de cette évolution est de diminuer les inégalités, mais à long terme on peut s'attendre à ce qu'elles s'accroissent, comme dans l'ex-bloc de l'Est ou en Chine.
Pour autant, croire que les citoyens « Spéciaux » perdent leurs privilèges parce que d'autres catégories peuvent aujourd'hui emménager à Pyongyang ou bénéficier d'un meilleur niveau de vie, relève d'une méconnaissance de l'évolution du régime et du pays. En effet, le Songbun est toujours officiellement en place, et les plus démunis ne voient pas leur qualité de vie s'améliorer. Ceux faisant partie des catégories supérieures obtiennent toujours les meilleurs avantages sociaux et restent une faible minorité.
Le développement économique étant l'un des objectifs de Kim Jong Un, les effets sociaux négatifs de l'essor économique ne sont pas critiqués par le Parti unique. Nouvelle classe moyenne en voie d'élargissement, les donju sont le moteur de la croissance économique nord-coréenne, qui adoucit les rapports sociaux en atténuant la féroce lutte des classes qui oblige les citoyens à se surveiller et se dénoncer en permanence les uns les autres. Cependant, à travers cette relative détente et ces lents changements, le Parti garde strictement son contrôle sur la société.